# Lettre des anciens karaïtes d'Ascalon
 (septembre 2021).

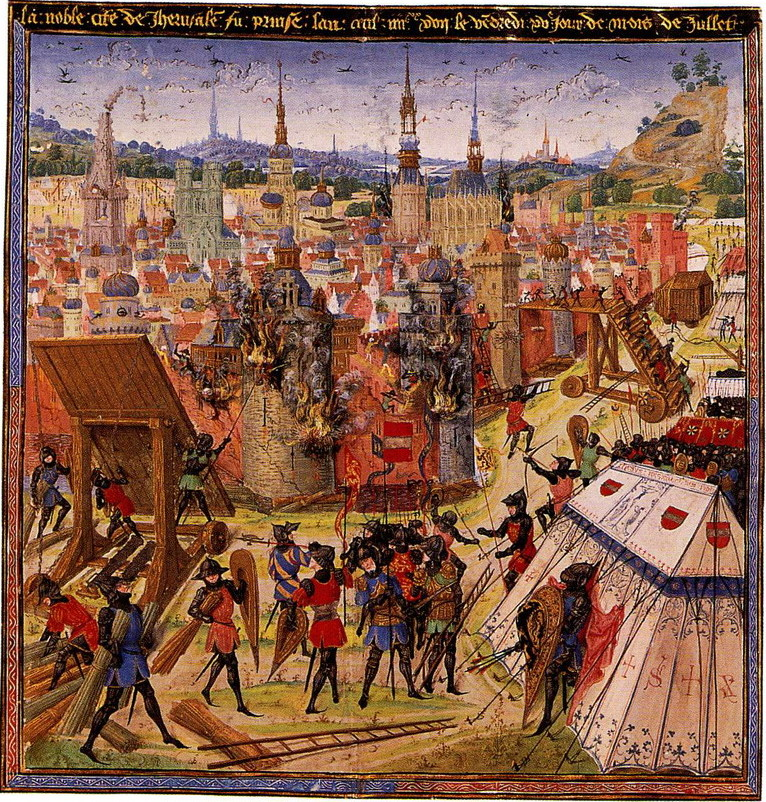
Siège de Jérusalem par les Croisés en 1099.

La Lettre des anciens karaïtes d'Ascalon (vers 1100) était une discussion écrite entre six anciens membres de la communauté juive karaïte d' Ascalon et envoyée à leurs coreligionnaires à Alexandrie neuf mois après la chute de Jérusalem lors de la première croisade .
Le contenu raconte comment les anciens d'Ascalon ont rassemblé de l'argent pour payer les rançons afin de récupérer les manuscrits saints détenus  à Jérusalem par les croisés. Il décrit le sort de certains de ces réfugiés après leur fuite de Jerusalem (leur voyage vers Alexandrie, la contraction du peste et la mort en mer), et le besoin de fonds supplémentaires pour le sauvetage d'autres captifs. La lettre a été écrite en judéo-arabe , en langue hébraïque, l'arabe utilisant l'alphabet hébreu .
Cette lettre et d'autres de ce genre liées à la conquête de Jérusalem par les croisés ont été découvertes par l'historien SD Goitein en 1952 dans les papiers de la Geniza du Caire . Goitein a d'abord publié ses découvertes dans Zion , un journal hébreu, puis a présenté une traduction anglaise partielle de la lettre dans le Journal of Jewish Studies la même année. Depuis, il a été retraduit dans plusieurs autres livres relatifs aux croisades . La traduction anglaise finale et la plus complète de Goitein est apparue dans son dernier livre publié à titre posthume en 1988.